# Villy-Bocage
Villy-Bocage ist eine französische Gemeinde mit 709 Einwohnern (Stand: 1. Januar 2022) im Département Calvados in der Region Normandie. Sie gehört zum Arrondissement Vire und zum Kanton Les Monts d’Aunay. Die Einwohner werden als Villysois bezeichnet.

## Geografie
Villy-Bocage liegt rund 21 Kilometer westsüdwestlich von Caen und 23 Kilometer südsüdöstlich von Bayeux. Umgeben wird die Gemeinde von Saint-Vaast-sur-Seulles im Norden, Monts-en-Bessin im Norden und Osten, Parfouru-sur-Odon im Südosten, Villers-Bocage im Süden, Tracy-Bocage im Südwesten, Saint-Louet-sur-Seulles im Westen sowie Anctoville im Westen und Nordwesten. An der nordwestlichen Gemeindegrenze verläuft die Seulles.

## Bevölkerungsentwicklung
| Jahr                             | 1962 | 1968 | 1975 | 1982 | 1990 | 1999 | 2006 | 2013 |
| Einwohner                        | 385  | 373  | 384  | 585  | 646  | 624  | 715  | 793  |
| Quelle: Cassini, EHESS und INSEE |      |      |      |      |      |      |      |      |

## Sehenswürdigkeiten
- Menhir von Pierrelaye, Monument historique
- Kirche Saint-Hilaire
- Schloss aus dem 18. Jahrhundert

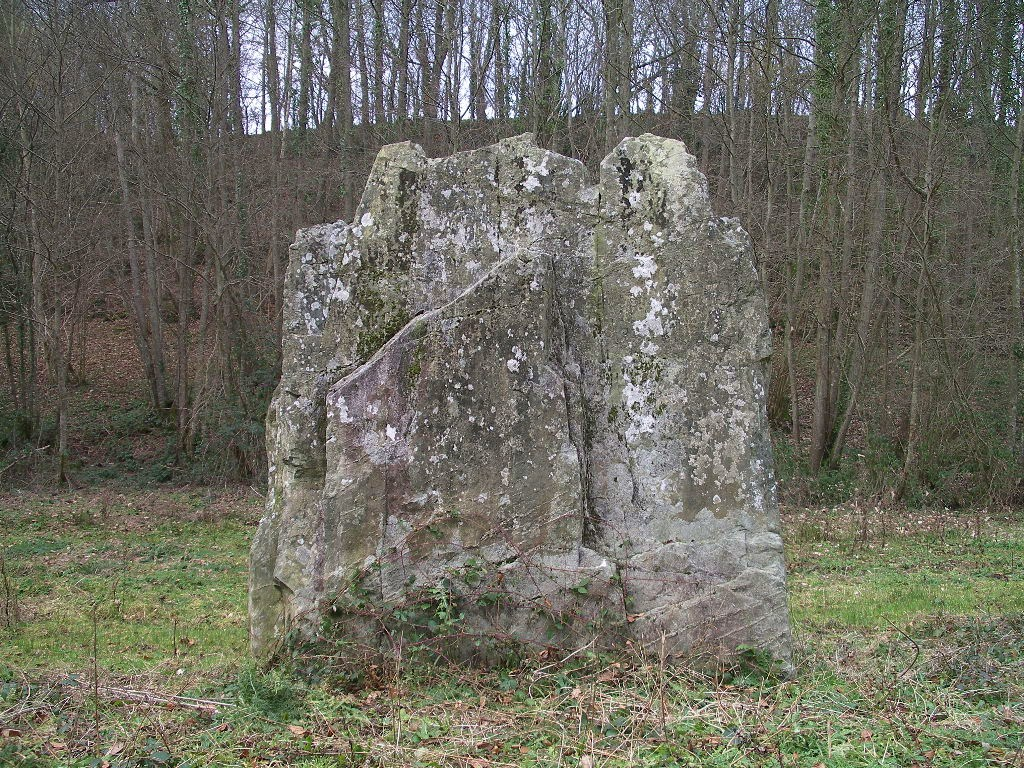
Menhir von Pierrelaye
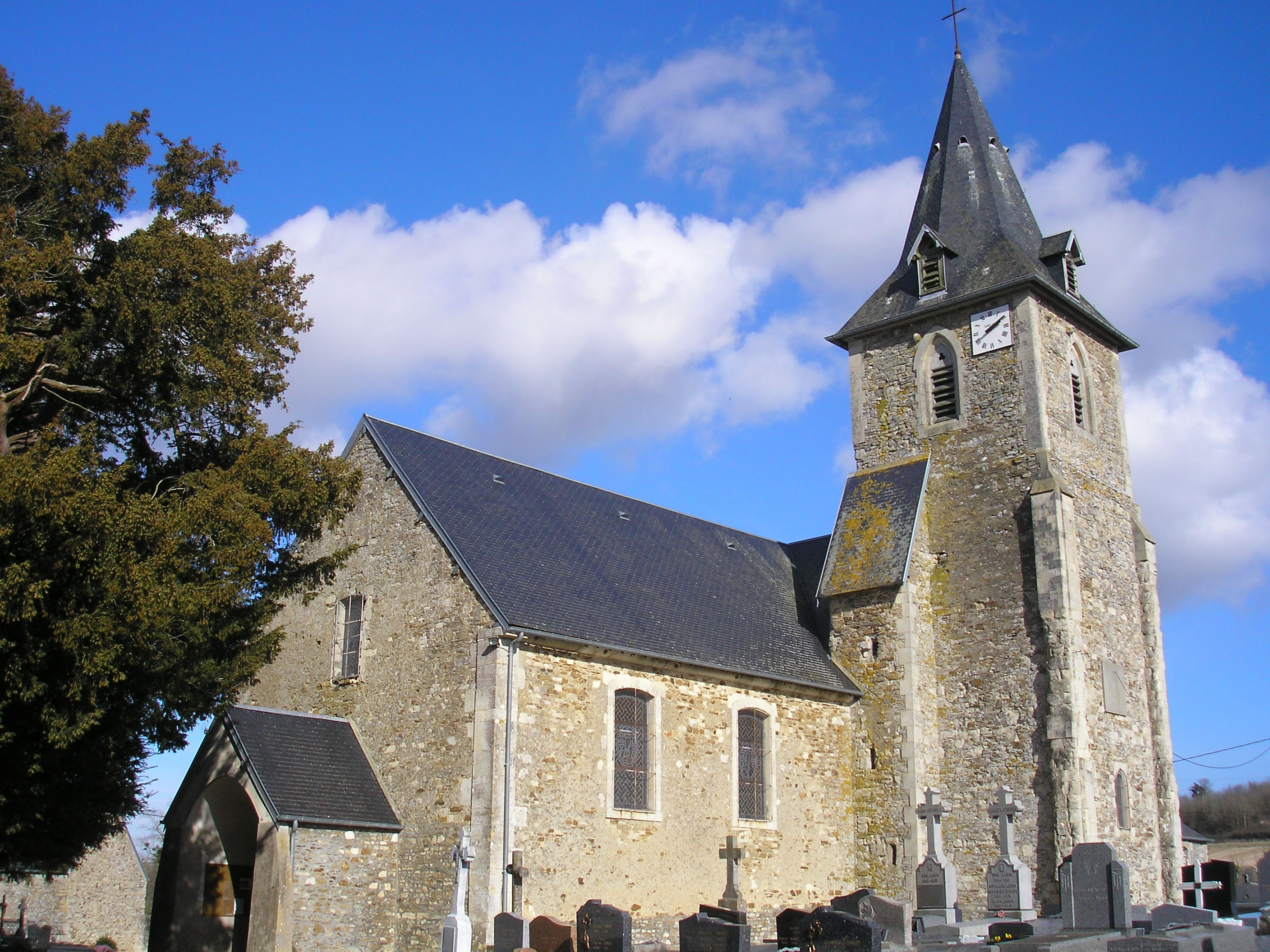
Kirche Saint-Hilaire